# Nikolai Alho
Nikolai Alho (Helsinki, Finlandia, 12 de marzo de 1993) es un futbolista finlandés que juega de defensa en el Asteras Trípoli F. C. de la Superliga de Grecia.

## Selección
| Selección              | Año       | Partidos | Goles |
| ---------------------- | --------- | -------- | ----- |
| Selección sub-19       | 2012-2013 | 6        | 0     |
| Selección sub-21       | 2013-2015 | 8        | 0     |
| Selección de Finlandia | 2014-     | 44       | 0     |

## Clubes
| Club                  | País      | Año       |
| --------------------- | --------- | --------- |
| Klubi-04              | Finlandia | 2010-2011 |
| HJK Helsinki          | Finlandia | 2012-2016 |
| FC Lahti (cedido)     | Finlandia | 2012      |
| Halmstads BK          | Suecia    | 2017      |
| HJK Helsinki          | Finlandia | 2018-2020 |
| MTK Budapest          | Hungría   | 2021-2022 |
| Volos F. C.           | Grecia    | 2022-2024 |
| Asteras Trípoli F. C. | Grecia    | 2024-     |

## Palmarés

### Títulos nacionales
| Título                       | Club         | País      | Año  |
| ---------------------------- | ------------ | --------- | ---- |
| Veikkausliiga                | HJK Helsinki | Finlandia | 2012 |
| Veikkausliiga                | HJK Helsinki | Finlandia | 2013 |
| Veikkausliiga                | HJK Helsinki | Finlandia | 2014 |
| Copa de Finlandia            | HJK Helsinki | Finlandia | 2014 |
| Copa de la Liga de Finlandia | HJK Helsinki | Finlandia | 2015 |
| Veikkausliiga                | HJK Helsinki | Finlandia | 2018 |
| Copa de Finlandia            | HJK Helsinki | Finlandia | 2020 |
| Veikkausliiga                | HJK Helsinki | Finlandia | 2020 |